# St. Georg (Wallrode)

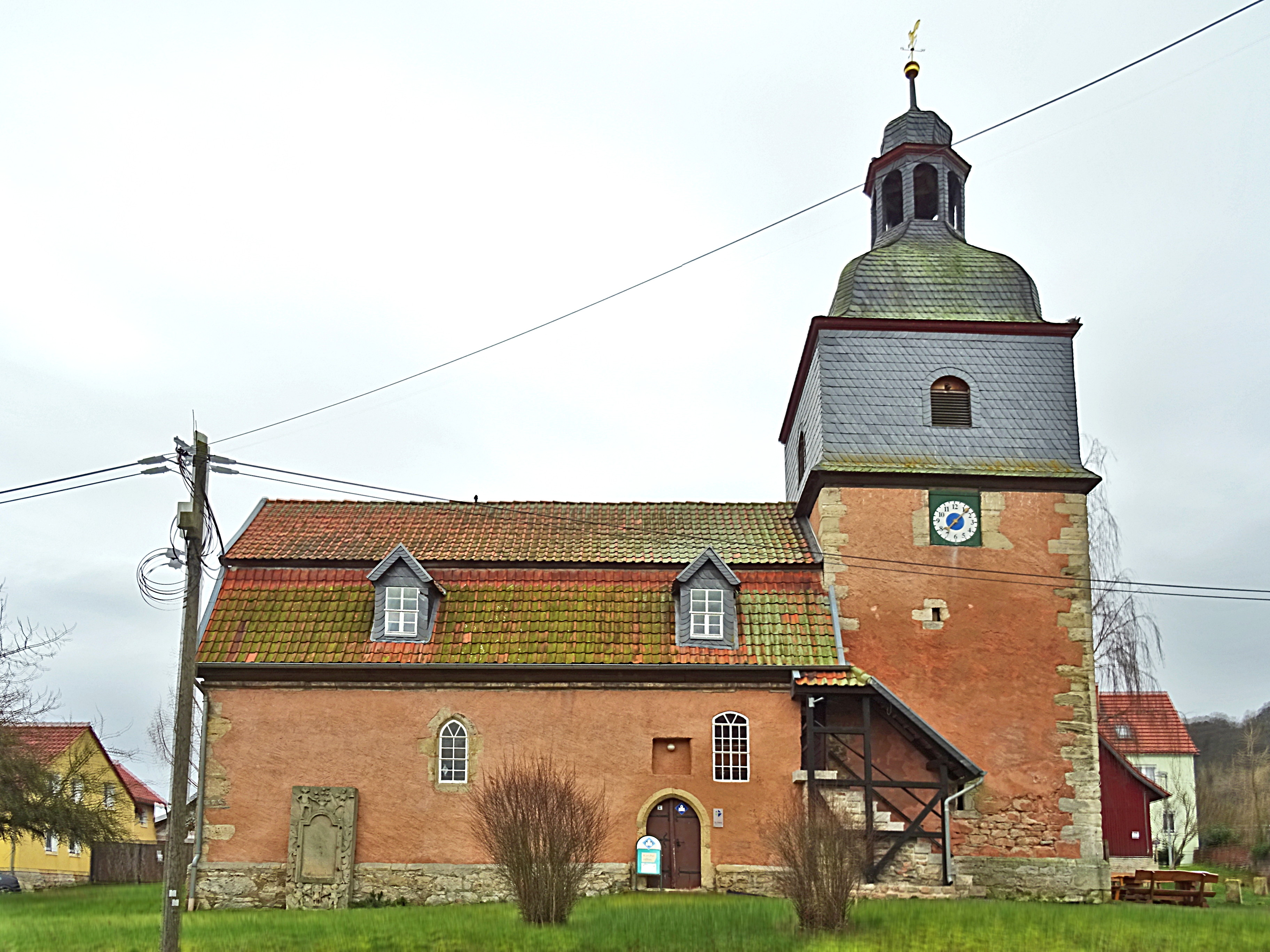
St. Georg

Die denkmalgeschützte evangelisch-lutherische Kirche St. Georg steht in Wallrode, einem Ortsteil der Landgemeinde Am Ohmberg im Landkreis Eichsfeld in Thüringen. Die Kirchengemeinde Wallrode gehört zum Pfarrbereich Großbodungen im Kirchenkreis Südharz der Evangelischen Kirche in Mitteldeutschland.

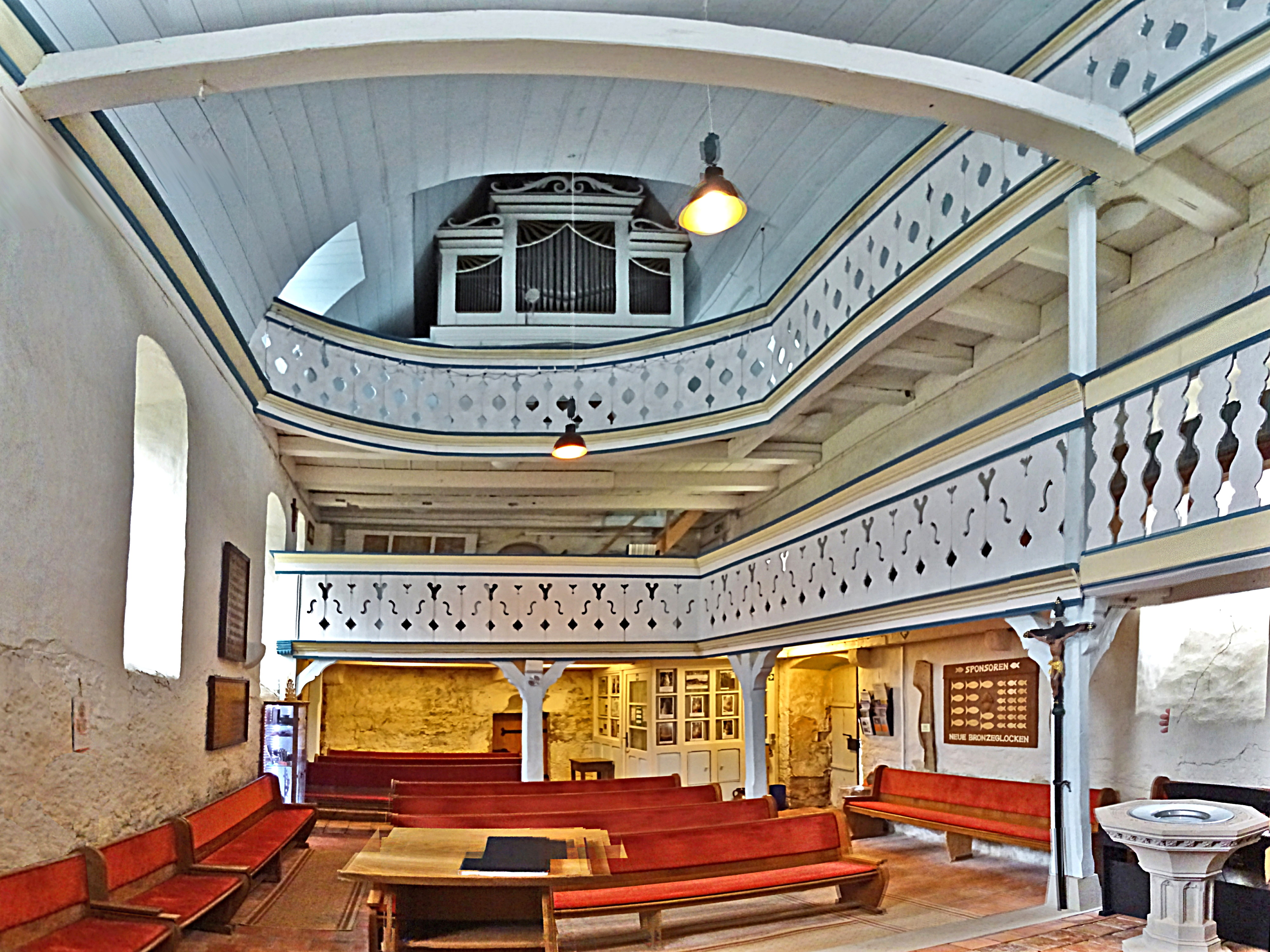
Innenansicht

## Beschreibung
Die Saalkirche ist im Kern aus dem 13. Jahrhundert als Wehrkirche angelegt. Sie wurde in spätgotischer Zeit verändert und in der  2. Hälfte des 18. Jahrhunderts barock umgebaut. Das Kirchenschiff ist mit einem Mansarddach mit Dachgauben bedeckt, im östlichen Giebel ist das Fachwerk zu sehen. Der wehrhafte Kirchturm im Westen hat einen schiefergedeckten Aufsatz mit Klangarkaden, in dem sich die Glockenstube befindet. Sie enthält drei Bronzeglocken im eichenen Glockenstuhl, die mittlere as-Glocke ist etwa 750 Jahre alt. Im Turm arbeitet zuverlässig eine Einzeigeruhr, restauriert von Jochen Ritzer (Bleicherode). Sie ist die wohl älteste noch in Betrieb befindliche Kirchturmuhr Thüringens.

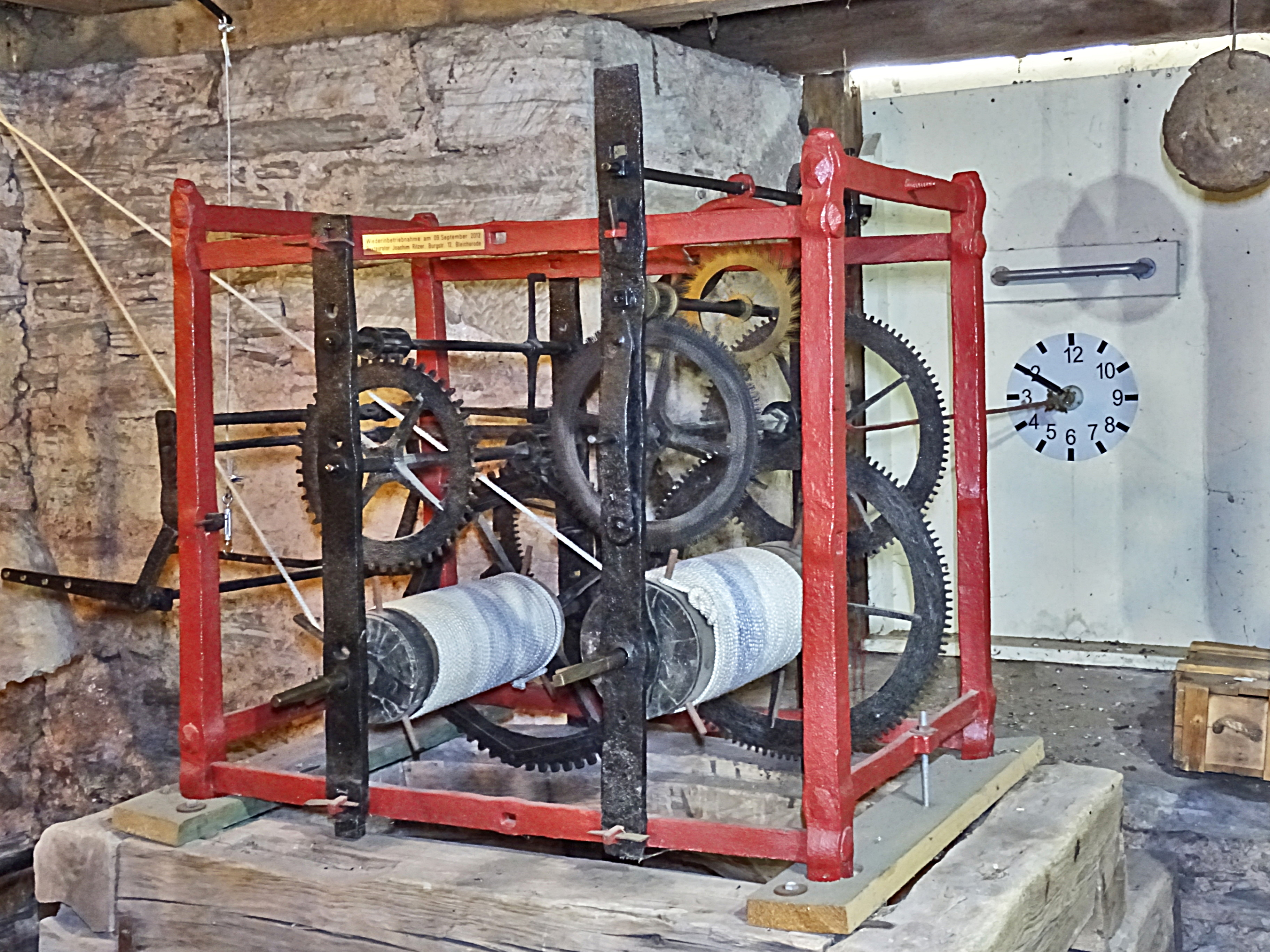
Werk der Einzeigeruhr

Auf dem Turm sitzt eine Haube, die in einer offenen Laterne weitergeführt ist und mit einer Turmkugel bekrönt ist. An der Ostseite des Kirchenschiffs sind kleine spitzbogige Fenster, in der Frühgotik waren es Lanzettfenster. Im Norden ist das spitzbogige Portal, darüber befindet sich eine Bildnische.  Der Innenraum hat zweigeschossige Emporen mit Brüstungen aus Balustern an den Längsseiten und ist  mit einem hölzernen Tonnengewölbe überspannt. Der Kanzelaltar ist von 1791. Seitlich von ihm sind Gebetsstuben abgeteilt. Im Nordosten, außen an der Wand ist ein Epitaph aus dem 17. oder 18. Jahrhundert. Die Orgel mit 13 Registern, verteilt auf 2 Manuale und Pedal, wurde um 1843 von Gottlieb Knauf aus Bleicherode gebaut.